# 大唐西市博物馆
大唐西市博物馆，位于中国陕西省西安市莲湖区劳动南路118号，是由陕西佳鑫集团投资设立的民营博物馆，是西安“唐皇城复兴计划”大唐西市文化产业项目的组成部分。

## 历史
2001年，中共西安市委、西安市人民政府决定由民营企业西安大唐西市文化产业投资有限公司独立开发建设“西市遗址恢复改造项目”。在改造项目实施中，发现了唐长安城西市东北“十字街”遗址，西安大唐西市文化产业投资有限公司随后主动变更了规划，邀请中国社会科学院考古研究所的安家瑶带队开展西市遗址考古发掘。三个多月后，发掘出土唐长安城西市东北“十字街”遗迹以及唐井、石函、作坊、车辙等遗迹。此后，西安大唐西市文化产业投资有限公司按“原样封存、原地保护、原物展示”的方针，投资3.2亿元人民币，建设了建筑面积3.5万平方米具备遗址保护和展示功能的大唐西市博物馆。
2010年4月7日建成对外开放。
2010年10月，以大唐西市博物馆为代表的“民营资本投资模式”成为陕西省大遗址保护五大实践模式之一。
2010年12月，大唐西市被中华人民共和国文化部命名为第四批国家文化产业示范基地。
2017年入选中国第三批国家一级博物馆，成为中国第一家被授予“国家一级博物馆”的民办博物馆。2017年5月19日晚，大唐西市博物馆举行“国家一级博物馆”挂牌仪式。

## 建筑
该馆建于唐长安城西市遗址之上，由西安建筑科技大学教授刘克成设计，占地面积20亩（含2500平方米的遗址保护面积），建筑面积3.5万平方米，地上四层、地下两层，采用框架剪力墙结构和钢结构，展陈面积1.1万平方米，以丝绸之路文化和商业文化为展示主题，分基本陈列、专题展览、临时展览、特别展览和艺术空间五个部分。馆藏文物两万余件，以西市遗址出土文物和博物馆创办者吕建中所收藏的文物为主。

## 陈列
一楼：西市遗址展示区，包括东北十字街遗址、道路车辙遗址、石板桥遗址、店铺房基遗址以及不同时期的排水渠遗址等。另设《江文湛捐赠作品陈列》和尾厅展览《今日西市》。
二楼：基本陈列《丝路起点 盛世商魂》，从西市遗址、西市概况、西市行肆、文化交融、商业理念五个方面展示了大唐西市作为公元7世纪国际贸易中心的盛况。
三楼：专题陈列《百工体验》，以店铺为基本形式，通过10种传统手工艺的示范对丝路文化进行了演绎和补充。另设临时展览和多媒体影视厅。
四楼：特别展览《精品选粹》，大部分为博物馆创办者吕建中的个人收藏，分为青铜器、金银玉器和钱币陶瓷三个部分。

## 图集
- 门厅入口部分
- 门厅观演部分
- 西市遗址，示道路、石桥、沟渠和建筑等
- 西市模型，自北向南看
- 西市模型，自西向东看
- 西市模型，中部向北看
- 西市模型，中部向东北看
- 唐代天平（复制品）
- 唐代铜秤
- 唐代釉陶算珠，西市遗址出土
- 唐代阮咸和曲颈琵琶（复制品）
- 唐代尺八和排箫（复制品）
- 唐三彩三花马
- 唐代陶模一组，西安西郊醴泉坊窑址出土
- 唐代女俑（推磨、擀饼、簸粮、舂米）及食物（千层饼、压花面点、麻花）复制品各一组，原物为1972年新疆吐鲁番阿斯塔那出土，藏于新疆博物馆